# Brownie (fotocamera)
Brownie è un marchio di fotocamere economiche prodotte da Eastman Kodak; il primo modello fu inventato da Frank A. Brownell. Il nome proviene dai brownie, spiritelli presenti nei cartoni animati Palmer Cox.

## Storia
Messa sul mercato nel 1900, era una fotocamera a cassetta in cartoncino con una semplice lente che prendeva immagini quadrate da 2¼ pollici su una pellicola 117.
Grazie alla sua semplicità e al suo basso costo di $1 (equivalente a $30 nel 2018) insieme al basso prezzo delle pellicole Kodak, la Brownie andò ben oltre gli obiettivi di mercato. Oltre le 150000 fotocamere furono vendute nel primo anno di produzione. La Brownie era pensata per un mercato giovanile, che la Kodak voleva avvicinare maggiormente alla fotografia. Queste macchine erano comprate anche dai soldati di guerra.

### LaBrownie no. 2
Il modello successivo, chiamato Brownie No. 2 prodotto nel 1901, realizzava foto più larghe: sia da 2¼ pollici sia da 3¼ pollici e costava solo $2. Riscosse un grande successo e fu fabbricata fino al 1935. Sono stati realizzati 5 modelli, dalla A alla F, ed è stata la prima fotocamera con pellicola 120. Inoltre era sta progettata con un mirino e un'impugnatura. La Brownie No. 2 offriva una scelta tra 3 materiali diversi: cartone, con costo di $ 2.00, alluminio, con costo di $ 2.75, e un modello colorato dal costo di $2.50.
Questa macchina fotografica ebbe un lungo periodo di popolarità, tanto che vennero prodotte anche delle varianti, come quella del 1930 versione Boy Scout.
Degli importanti utilizzatori delle Brownie no. 2 (sia in versione standard che a soffietto) fu la famiglia dello zar Nicola II di Russia, i cui album interamente disponibili sul web sono un'importante testimonianza delle usanze, delle abitudini, delle tecnologie e della società dell'epoca. Le Brownie dei Romanov erano in grado di eseguire anche delle ottime foto panoramiche, probabilmente con l'utilizzo di un obiettivo grandangolo.
In un articolo del 1940 per fotografi amatoriali pubblicato su Picture Post dal fotografo Bert Hardy, si affermava che non servissero macchine fotografiche costose per realizzare delle foto di qualità, infatti quest'ultimo con la Brownies realizzò uno scatto molto accurato di due donne sedute su una ringhiera sopra il lungomare di Blackpool.

### Altri modelli
Nel 1940, Kodak introdusse la 6-20 Flash Brownie, prima fotocamera con flash interamente prodotta da Kodak, utilizzando lampadine General Electric. Nel 1957, la Kodak ha prodotto la Brownie Starflash, la prima fotocamera con un flash integrato.
La Brownie 127 fu veramente popolare, vendendo milioni di prodotti tra il 1952 e 1967; era prodotta in bakelite con una pellicola curva per compensare le mancanze della lente.
Un altro modello famoso è stato il Brownie Cresta venduto tra il 1955 e il 1958. Usava una pellicola da 120 film e una lente a fuoco fisso lens.
L'ultima macchina fotografica Brownie prodotta è stata la Brownie II, con una pellicola da 110 film, realizzata in Brasile per un solo anno nel 1986.

## Galleria d'immagini

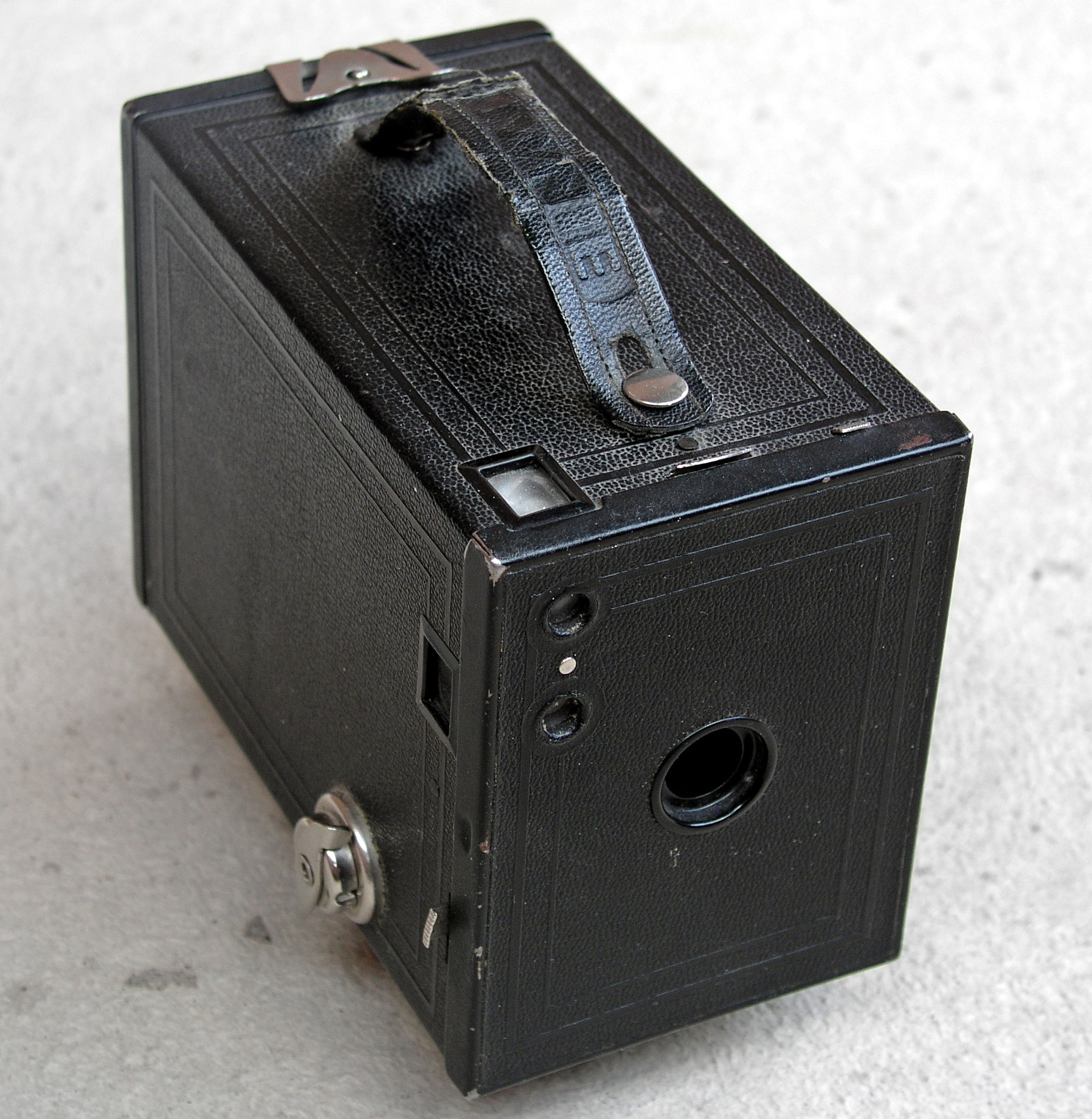
Brownie n. 2 (1901–35)
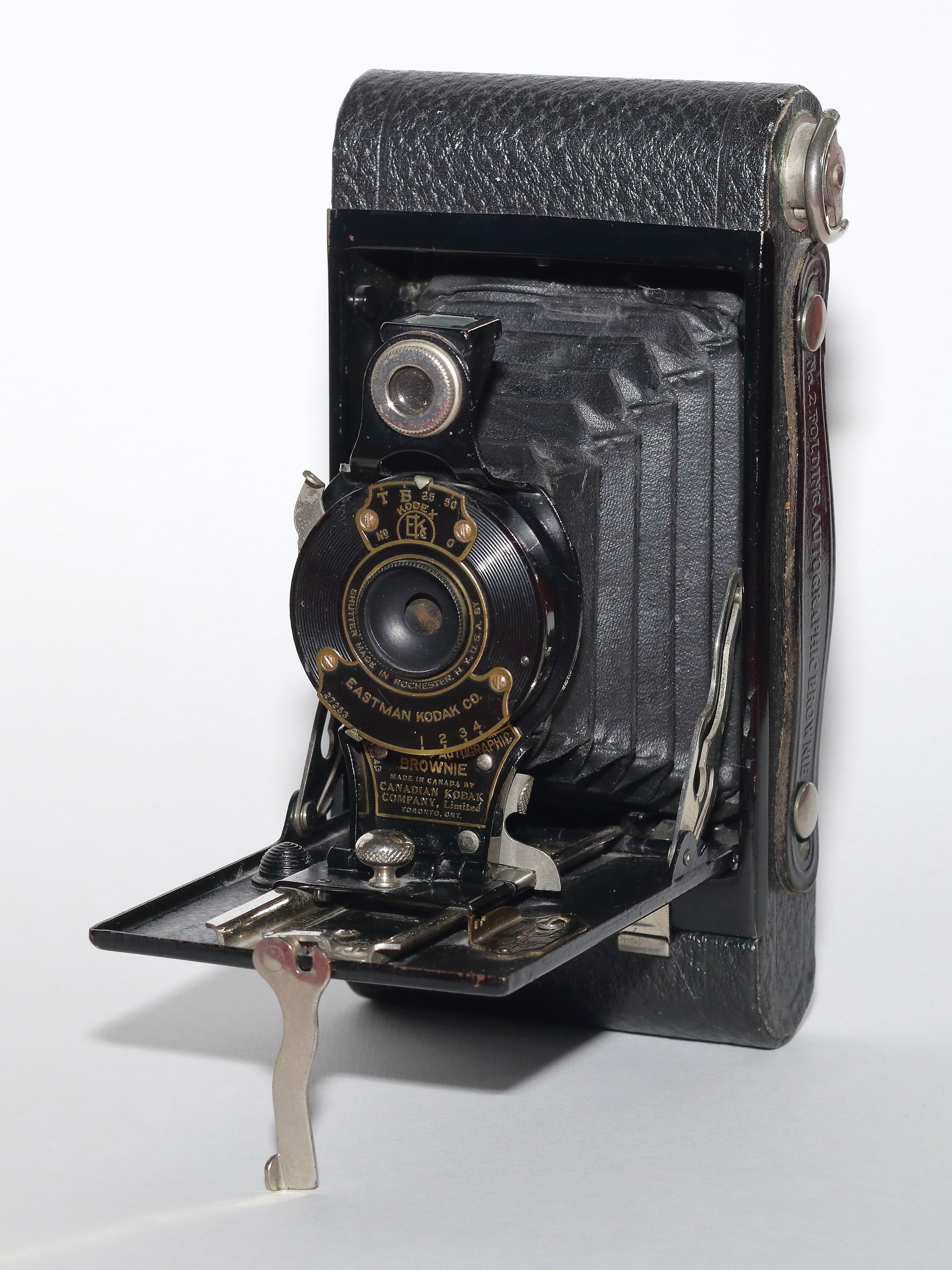
N.2 Brownie a soffietto (1915–26)
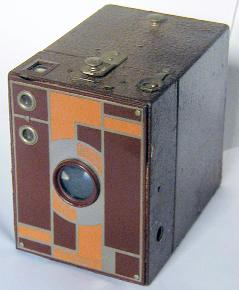
Beau Brownie (1930–33)
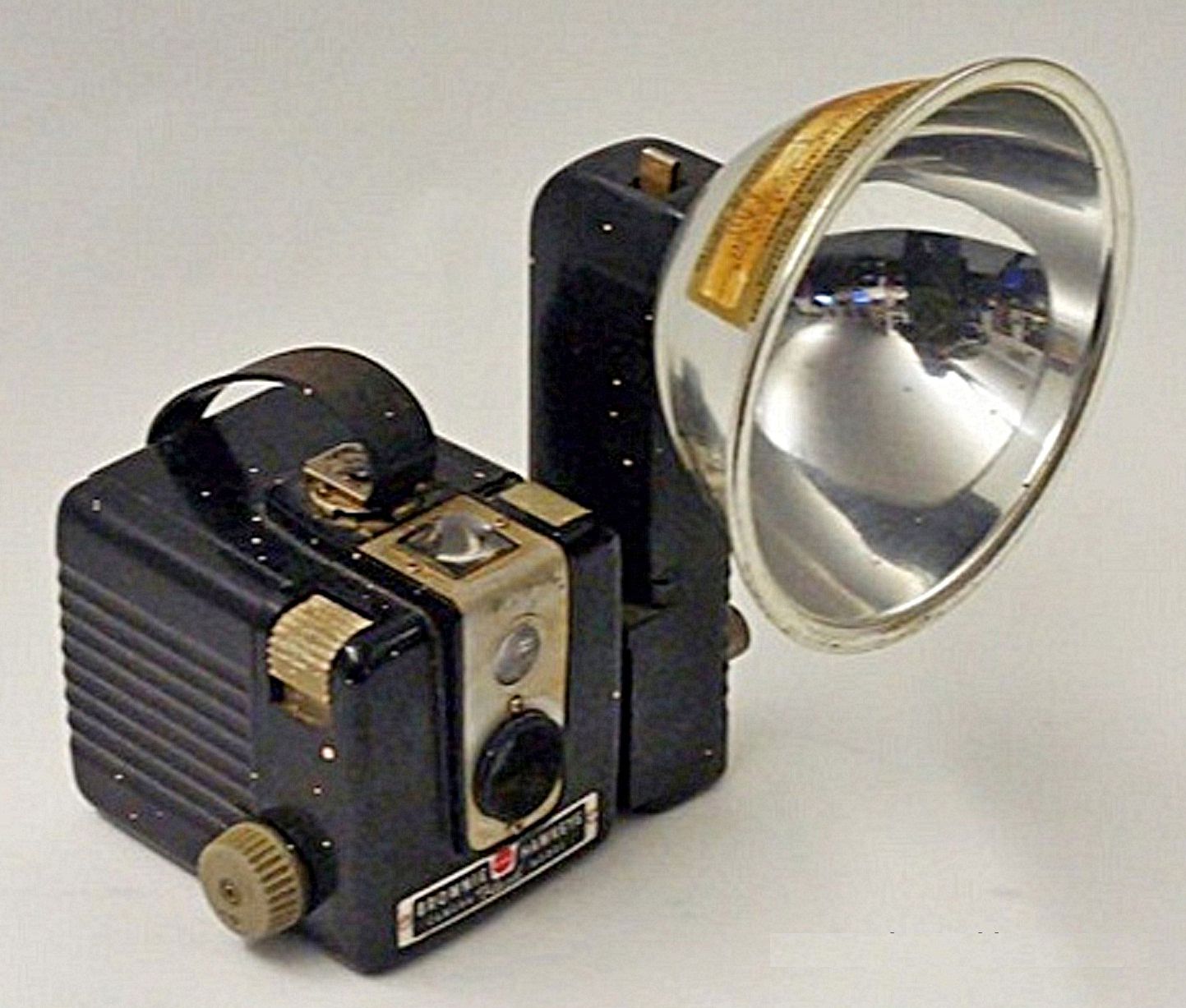
Hawkeye Brownie Flash (1950–61)
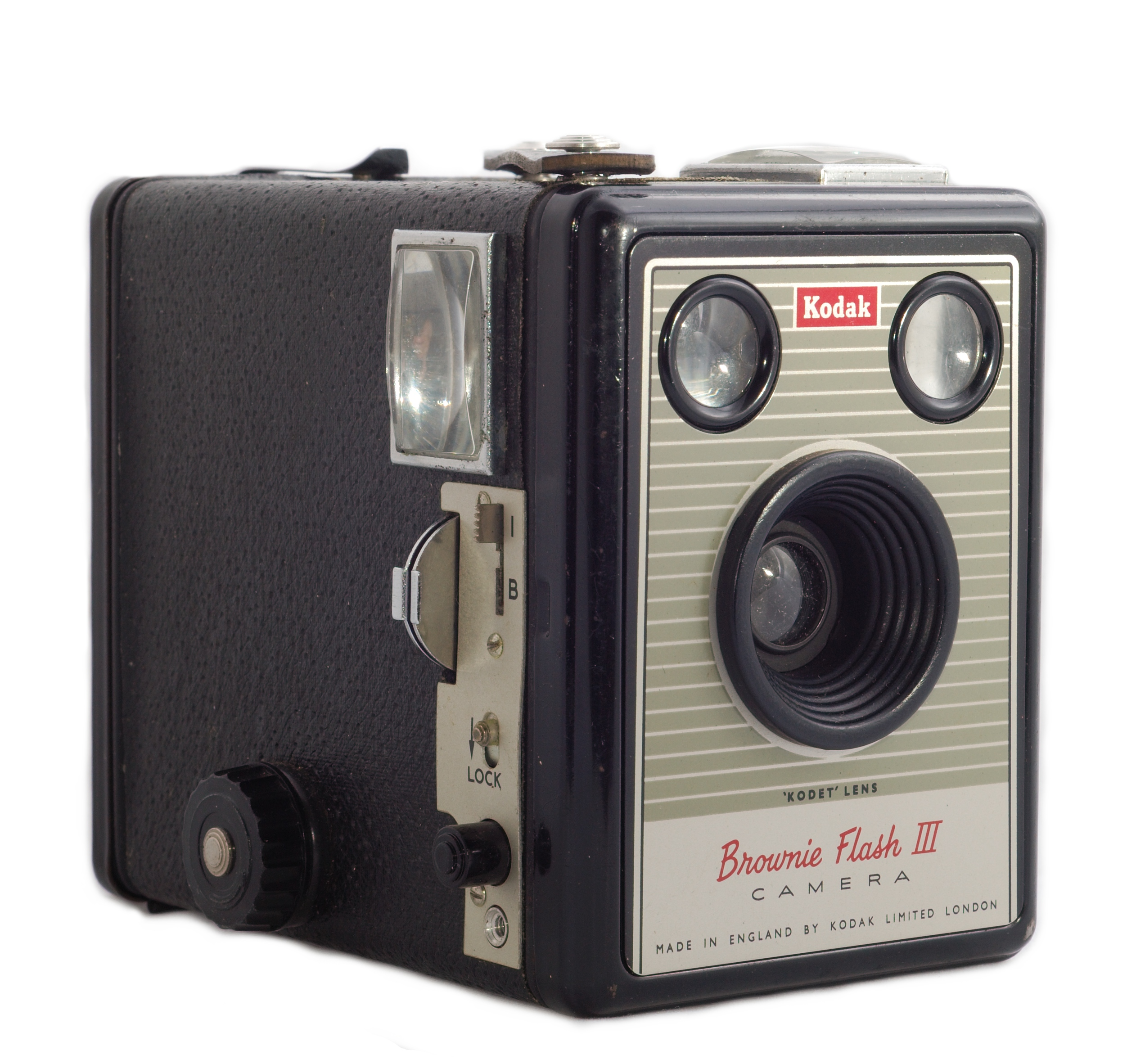
Brownie Flash III (1957–60)
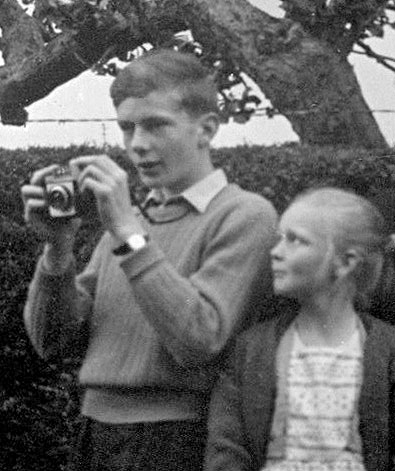
Ragazzi con una Brownie 127
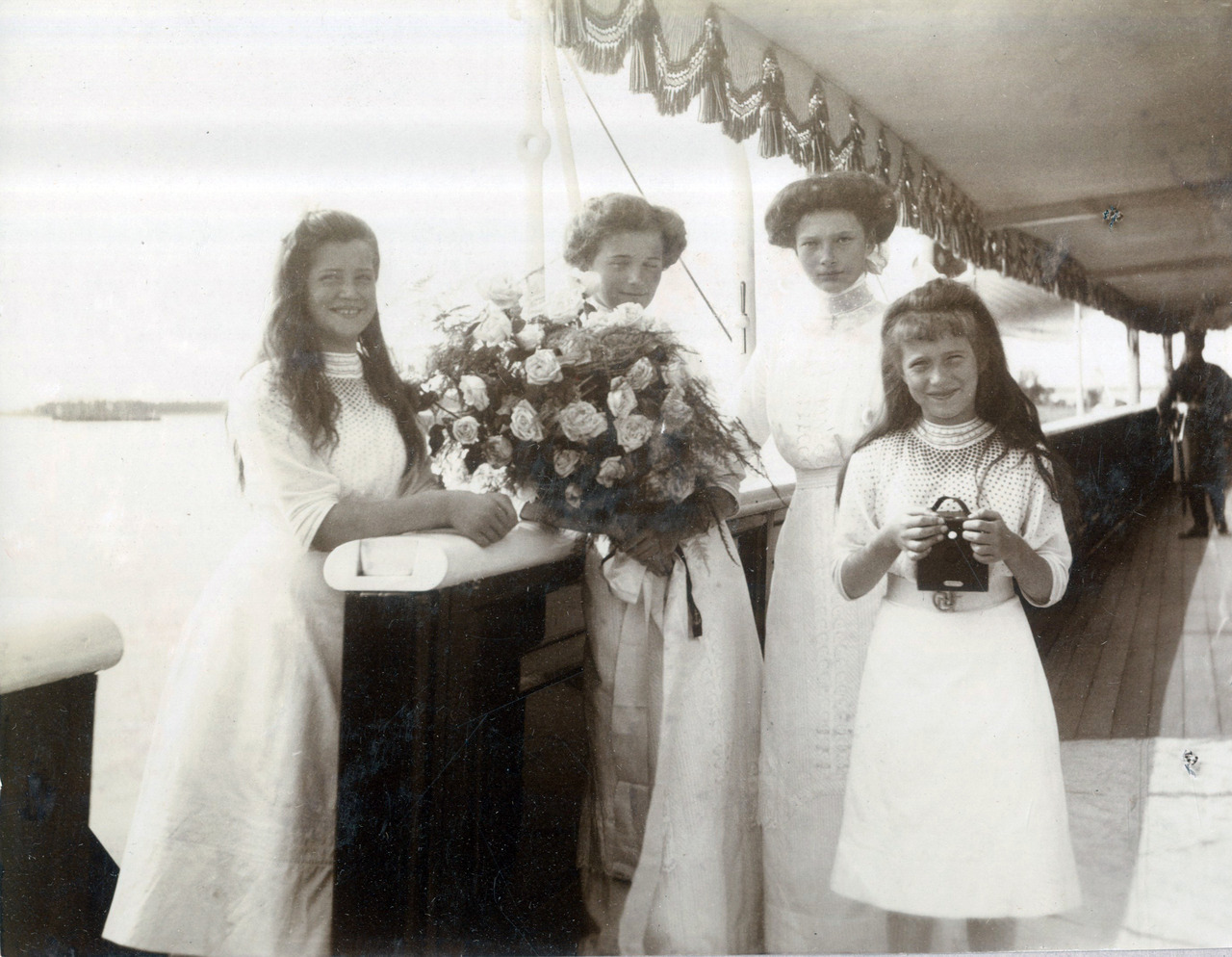
Foto delle quattro sorelle OTMA Romanov (luglio 1912), si nota Anastasia che sta utilizzando una Brownie no. 2.
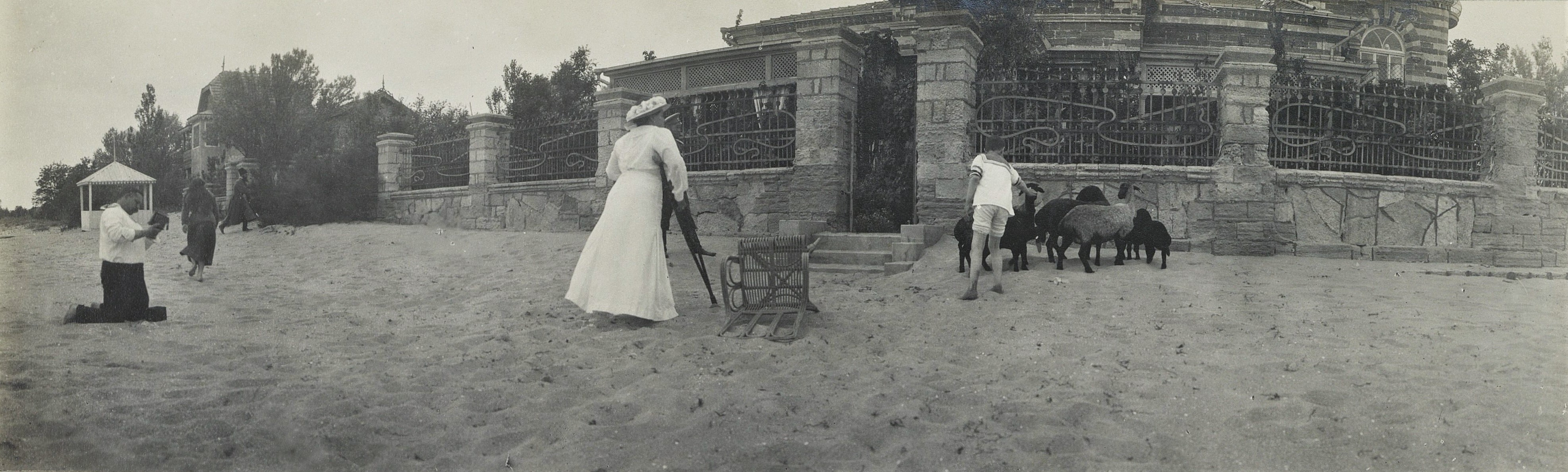
Esempio di foto panoramica con grandangolo scattata dai Romanov (29 maggio 1916).